# Lycée Hoche
Das Lycée Hoche ist eine weiterführende Schule in Versailles (Département Yvelines).
Vor der französischen Revolution gründete Maria Leszczyńska, die Ehefrau König Ludwigs XV., in der Nähe von Schloss Versailles ein Nonnenstift. Bereits 1803 wurde diese Einrichtung in eine Schule umgewandelt, die schon bald eine der wichtigsten des Landes war. Das Lycée Hoche steht heute in einer Reihe mit pädagogischen Einrichtungen wie dem Lycée Henri IV, dem Lycée Louis-le-Grand, dem Lycée Saint-Louis, dem Collège Stanislas und dem Lycée privé Sainte-Geneviève.
Zu Ehren von General Lazare Hoche (1768–1797) benannte man 1888 diese Schule nach ihm: „Lycée Hoche“. Die Gebäude stehen als Monument historique unter Denkmalschutz.

## Bekannte Schüler (Auswahl)
- Raymond Aron (1905–1983), Philosoph und Soziologe
- Claude Aveline (1901–1992), Schriftsteller
- Boubakar Ba (1935–2013), Mathematiker
- Michel Brunet (* 1940), Paläoanthropologe
- Henri Cartan (1904–2008), Mathematiker
- Pierre Clostermann (1921–2006), Politiker und Schriftsteller
- Barthélemy Prosper Enfantin (1796–1864), Philosoph
- Louis Félix Marie Franchet d'Esperey (1856–1942), Marschall von Frankreich
- Louis Halphen (1880–1950), Historiker
- Jules Antoine Lissajous (1822–1880), Politiker
- Charles Mangin (1866–1925), General
- Philippe Morillon (* 1935), Militär und Politiker
- Louis Valtat (1869–1952), Maler
- Boris Vian (1920–1959), Musiker und Schriftsteller
- Wendelin Werner (* 1968), Mathematiker

Siehe auch:
- Bildungssystem in Frankreich